# الصورة النمطية للشرق آسيويين في الولايات المتحدة

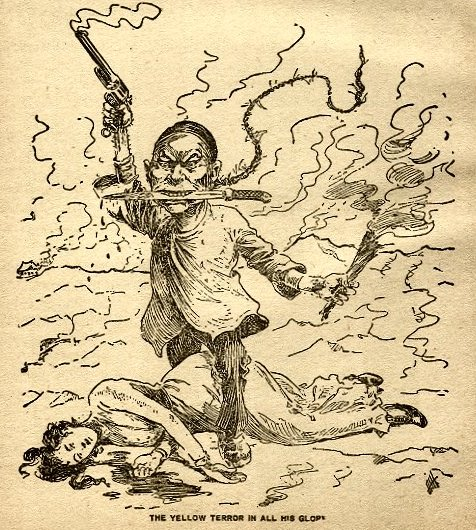

الصورة النمطية للشرق آسيويين هي صور نمطية عرقية موجودة في المجتمع الأمريكي حول الجيل الأول من المهاجرين، والمواطنين الأمريكيين المولودين لوالدين هاجرا إلى الولايات المتحدة من دول شرق آسيا (الصين واليابان وكوريا الجنوبية) وكذلك بعض بلدان جنوب شرق آسيا. غالبًا ما تُصور هذه الصور النمطية للشرق آسيويين، كالقوالب النمطية العرقية الأخرى، في وسائل الإعلام السائدة والسينما والموسيقى والتلفزيون والأدب والإنترنت وغيرها من أشكال التعبير الإبداعي في الثقافة والمجتمع الأمريكي.
استوعب المجتمع هذه القوالب النمطية بشكل كبير وجماعي ولكنها حظيت بانعكاسات سلبية بشكل رئيسي على الأمريكيين من أصل شرق آسيوي والمهاجرين من شرق آسيا ضمن التفاعلات اليومية والأحداث الجارية والتشريعات الحكومية. غالبًا ما يعكس التصوير الإعلامي للشرق آسيويين تصورًا أمريكيًا بدلًا من التصوير الواقعي الحقيقي للثقافات والعادات والسلوكيات الحقيقية. عانى الأمريكيون الشرق آسيويون في الماضي من التمييز وكانوا ضحايا لجرائم الكراهية المتعلقة بالقوالب النمطية العرقية، إذ استخدُمت تلك القوالب من أجل تعزيز مشاعر كراهية الأجانب.
تشتمل الصور النمطية الخيالية على فو مانشو (التي تمثل شخصية آسيوية غامضة ومهددة) وتشارلي تشان (الذي يمثل شخصية آسيوية اعتذارية وخاضعة للقبول و«جيدة»). قد يُصوَر الرجال الآسيويين على أنهم مفترسون كارهون للنساء، وخاصة في دعايات حقبة الحرب العالمية الثانية. صُورت نساء شرق آسيا على أنهن كائنات جنسية عدوانية أو انتهازية أو نساء استغلاليات باحثات عن الذهب، أو «سيدات تنانين» مكرة. يتناقض هذا مع القوالب النمطية الأخرى «أطفال زهرة اللوتس» المخادعين، أو «دمى الصين»، أو «فتيات الغيشا»، أو المومسات. قد تكون الصورة النمطية للمرأة القوية كـ«الأم النمر»، وقد يُصور كل من الرجال والنساء كأقليات نموذجية، مع نجاح وظيفي.

## الإقصاء أو العداء

### الخطر الأصفر
يشير مصطلح «الخطر الأصفر» إلى خوف الشعوب البيضاء -الذي بلغ ذروته في أواخر القرن التاسع عشر- من أن السكان الأوروبيين في أستراليا ونيوزيلندا وجنوب أفريقيا وكندا والولايات المتحدة سيُشردون بسبب التدفق الهائل للمهاجرين من شرق آسيا؛ الذين سوف يملؤون الأمة بثقافة وخطابات أجنبية غير مفهومة لأولئك الموجودين بالفعل وقد يسرقون الوظائف بعيدًا عن السكان الأوروبيين وأنهم سينجحون في النهاية ويدمرون حضارتهم وطرق حياتهم وثقافتهم وقيمهم. أشار المصطلح أيضًا إلى الخوف من فكرة أن مجتمعات شرق آسيا سوف تغزو وتهاجم المجتمعات الغربية، وتشن حربًا معها وتؤدي إلى تدميرها وزوالها في نهاية المطاف. جرى التعبير عن العديد من المشاعر المعادية لآسيا خلال ذلك الوقت من قبل السياسيين والكتاب، وخاصة على الساحل الغربي، مع عناوين مثل «الخطر الأصفر» (لوس أنجلوس تايمز 1886) و«مؤتمر تأييد الإقصاء الصيني» (نيويورك تايمز 1905) وقانون الاستبعاد الياباني اللاحق. حدد قانون الهجرة الأمريكي لعام 1924 عدد الآسيويين لأنهم اعتبروا عرقًا «غير مرغوب به».
امتلكت أستراليا مخاوف مماثلة وأدخلت سياسة أستراليا البيضاء التي قيدت الهجرة بين عامي 1901 و1973، مع استمرار بعض عناصر السياسات حتى الثمانينيات. في 12 فبراير 2002، اعتذرت هيلين كلارك -رئيسة وزراء نيوزيلندا آنذاك- للصينيين الذين دفعوا ضريبة الاقتراع وعانوا من التمييز، ولذرياتهم. وذكرت أيضًا أن مجلس الوزراء قد أذن لها بالإضافة إلى وزير الشؤون العرقية بالسعي مع ممثلي أسر المستوطنين الأوائل إلى إيجاد شكل من أشكال المصالحة يكون ملائمًا ومفيدًا للمجتمع الصيني. وبالمثل، فرضت كندا ضريبة على المهاجرين الصينيين إلى كندا في أوائل القرن العشرين؛ قُدم اعتذار حكومي رسمي في عام 2007 (مع تعويض دافعي الضرائب الباقين على قيد الحياة وأحفادهم).

### أجنبي دائم
يوجد اعتقاد واسع الانتشار بأن سكان شرق آسيا لا يُعدون أمريكيين حقيقيين، بل يُعتبرون «أجانب دائمون». يبلغ الأمريكيون الآسيويون عن سؤال يواجهوه دائمًا:«من أين أنت حقًا؟» من قبل أميركيين آخرين، بغض النظر عن المدة التي عاشوها هم أو أسلافهم في الولايات المتحدة وكانوا جزءًا من مجتمعها.
ينظر الكثير من الأمريكيين إلى الأمريكيين الشرق آسيويين ويعاملونهم ويصورونهم على أنهم أجانب «دائمون» غير قادرين على الاندماج بطبيعتهم بغض النظر عن الجنسية أو مدة الإقامة في الولايات المتحدة. قدم لينغ تشي وانغ، الأستاذ الفخري للدراسات الأمريكية الآسيوية في جامعة كاليفورنيا، بيركلي، وجهة نظر مماثلة. يؤكد وانغ أن التغطية الإعلامية السائدة للمجتمعات الآسيوية في الولايات المتحدة كانت «بائسة» دائمًا. يقول:«في عيون وسائل الإعلام الرئيسية وصانعي السياسة، الأمريكيون الآسيويون غير موجودين. إنهم ليسوا على رادارهم ... وهذا هو نفسه بالنسبة للسياسة».
شخصية آي.واي.يونيوشي التي مثلها بليك إدواردز في الفيلم الكوميدي الرومانسي الأمريكي الذي صدر في عام 1961 الإفطار عند تيفاني هو أحد الأمثلة التي انتُقدت على نطاق واسع من قبل المعايير السائدة. في عام 1961، صرحت صحيفة النيويورك تايمز أن شخصية «ميكي روني» اليابانية بارزة الأسنان وقصيرة النظر غريبة بشكل كبير. في عام 1990 ، انتقدت صحيفة بوسطن غلوب تصوير روني بصفته «مهووسًا نزقًا ذو شخصية عرقية هجومية». يشير النقاد إلى أن شخصية السيد يونيوشي عززت الدعاية المعادية لليابان في زمن الحرب من أجل استبعاد الأمريكيين اليابانيين والتوقف عن معاملتهم بصفتهم مواطنين طبيعيين، بدلًا من الرسوم الكاريكاتورية البغيضة.